# Rasbora hosii
Rasbora hosii és una espècie de peix cipriniforme de la família dels ciprínids que es troba a Indonèsia.